# Шосе 2 (Альберта)
Шосе провінції Альберта № 2, яку зазвичай називають шосе 2 або Шосе Королеви Єлизавети II — головна магістраль в Альберті, яка простягається від кордону Канади та Сполучених Штатів через Калгарі та Едмонтон до Гранд-Прері. Пролягає переважно з півночі на південь приблизно протягом 1273 км. Це найдовше та найзавантажене шосе в провінції, що пропускає понад 170 000 автомобілів на день поблизу центру Калгарі. Ділянка Форт Маклеод — Едмонтон утворює частину коридору CANAMEX, який з’єднує Аляску з Мексикою. Більш ніж половина Альберти 4 мільйони жителів живуть у коридорі Калгарі–Едмонтон, створеному шосе 2.
Автошлях США 89 в'їжджає в Альберту з Монтани і стає шосе 2, двосмугова дорога, яка проходить через передгір’я південної Альберти до форту Маклеод, де перетинається з шосе 3 і стає розділеним. У Калгарі маршрут пролягає жвавою автострадою під назвою Deerfoot Trail, яка продовжується до центру Альберти під назвою шосе Королеви Єлизавети II, в обхід Ред-Дір. В Едмонтоні воно ненадовго збігається з ділянками автомагістралей 216 і 16 до розрізу Сент-Альберт та повертаючись до двох смуг на шляху до Атабаски. Далі шосе вигинається на північний захід вздовж південного берега Малого Невільницького озера як Північний Лісовий і Водний шлях до Хай-Прері, перш ніж повернути на північ до Піс-Рівер, на захід до Ферв’ю і, нарешті, на південь до Гранд-Прері, де закінчується шосе 43.

## Опис маршруту

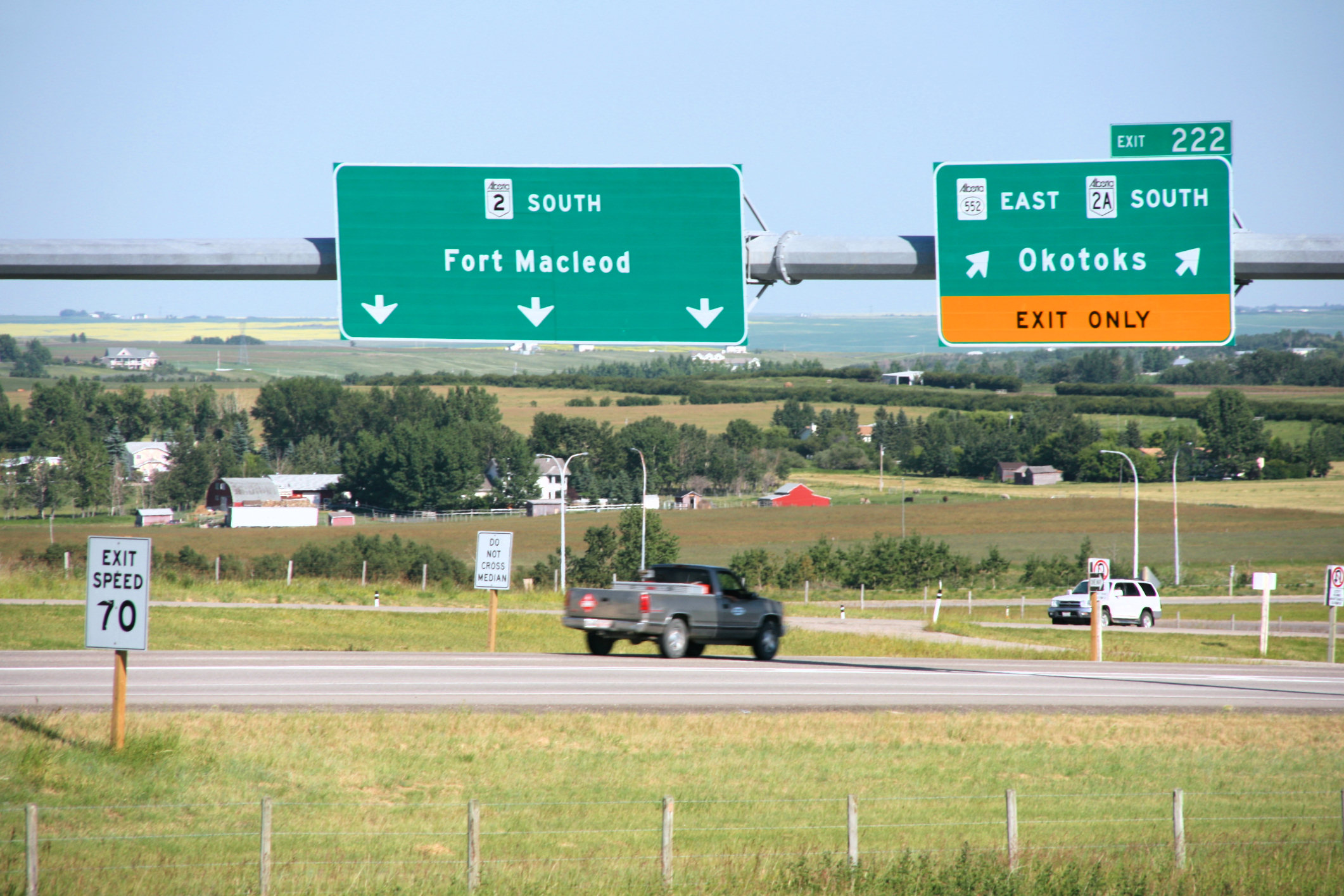
Біля Де-Вінтона шосе 2A розгалужується на південний захід у бік спальної громади Окотокс, Альберта, з’єднуючи його з Калгарі.

Шосе 2 є основним маршрутом у Національній системі автомобільних доріг Канади. Обмеження швидкості на більшості ділянок шосе між Форт Маклеод і Морінвіль становить 110 км/год (68 миля/год), а в міських районах, наприклад через Клерсхольм, Нантон, Калгарі та Едмонтон, вона коливається від 50 км/год (31 миля/год) до 110 км/год (68 миля/год). Взимку на ділянці шосе між Калгарі та Едмонтоном часто трапляються аварії, оскільки погода може швидко змінюватися, а водії недооцінюють умови, через що екстрені служби намагаються реагувати. Як головний під’їзд з півночі на південь в Альберті, шосе 2 є кращим шляхом коридору CANAMEX. Між фортом Маклеод і Едмонтоном шосе 2 має не менше чотирьох смуг руху і в основному є автострадою між Окотоксом і Едмонтоном, з удосконаленнями, щоб усунути перехрестя, які залишилися.